# Cmentarz żydowski w Czeskim Cieszynie
Cmentarz żydowski przy ulicy Hřbitovní (Cmentarnej) w Czeskim Cieszynie, w Czechach, powstał głównie w wyniku podziału Śląska Cieszyńskiego i miasta Cieszyna na część polską i czeską w roku 1920.

## Historia

### Założenie cmentarza
Po podziale Cieszyna w roku 1920 przez Radę Ambasadorów, społeczność żydowska w części przekazanej Czechosłowacji nie dysponowała własnym cmentarzem, a zmarli grzebani byli na Nowym Cmentarzu Żydowskim w należącym do Polski Cieszynie. Przewożenie zwłok przez granicę powodowało liczne trudności i niezbędne stało się wybudowanie własnego kirkutu.
22 października 1925 otwarto cmentarz komunalny w Czeskim Cieszynie, gdzie od 1926 Żydzi dysponowali własną częścią cmentarza, która została wydzierżawiona gminie żydowskiej na 99 lat. W 1928 wybudowano na cmentarzu w jednolitym kształcie architektonicznym niezbędne budowle, w tym jednopiętrowy żydowski dom przedpogrzebowy. Stanął on przy wejściu na cmentarz, który obejmował powierzchnię 3870 m² w kształcie nieregularnego prostokąta. Macewy wykonane głównie z granitu i piaskowca osadzano w 10 regularnych rzędach, zawierały napisy w języku hebrajskim i niemieckim.

### Podczas II wojny światowej
W czasie wojny naziści wywieźli większość nagrobków, ale dom przedpogrzebowy nie uległ zniszczeniu.

### Po wojnie
Po roku 1945 społeczność żydowska na Zaolziu nie była liczna - według spisu ludności z 1950 roku w powiecie Czeski Cieszyn mieszkały 42 osoby wyznania mojżeszowego, a ostatni pochówek na cmentarzu żydowskim w Czeskim Cieszynie miał miejsce w roku 1986. Od tego momentu następowała jego stopniowa dewastacja. Obecnie pozostało ok. 25 nagrobków - w tym część rozbita lub przewrócona, a teren zarastają drzewa i bluszcz. Budynek domu przedpogrzebowego spełniał do roku 2010 funkcję magazynu trumien dla cmentarza komunalnego. 
Dnia 20 września 2010 roku uchwałą Rady Miasta Czeskiego Cieszyna dom ten został sprzedany czeskocieszyńskiej parafii Luterańskiego Ewangelickiego Kościoła Augsburskiego Wyznania w Republice Czeskiej. Parafia nie posiadała dotychczas własnego kościoła, więc budynek ten został nań zaadaptowany (Kościół Zmartwychwstania Pańskiego w Czeskim Cieszynie).